# قطعنامه‌های پیشنهادی اسرائیل در سازمان ملل متحد
اسرائیل به عنوان عضوی رسمی در سازمان ملل متحد، تاکنون دو بار قطعنامه‌هایی را به مجمع عمومی سازمان ملل متحد پیشنهاد داده است که در هر دو مورد به تصویب رسیده است.

## قطعنامه‌ها
- روز جهانی یادآوری هولوکاست (تاریخ صدور قطعنامه: ۱ نوامبر ۲۰۰۵) در پی اظهارات جنجالی محمود احمدی‌نژاد رئیس جمهور ایران در انکار هولوکاست (جنایات آلمان نازی علیه یهودیان)، اسرائیل درخواست ثبت روز جهانی یادآوری هولوکاست را به مجمع عمومی سازمان ملل متحد داد تا همه کشورهای جهان در روز ۲۷ ژانویه، فجایعی را که بر یهودیان اروپائی در جنگ جهانی دوم گذشت به یاد آورند و دنیا اجازه ندهد بار دیگر این گونه فجایع تکرار شود. این قطعنامه به دلیل هیچگونه مخالفتی، بدون رای‌گیری، مورد موافقت همه کشورهای جهان قرار گرفت و حتی نمایندگان جمهوری اسلامی ایران و سوریه به این قطعنامه رای مخالف ندادند.[۲][۳]
- کمک‌های علمی به هدف پیشبرد کشاورزی در کشورهای در حال توسعه (تاریخ صدور قطعنامه: ۱۱ دسامبر ۲۰۰۷) در این قطعنامه از تمامی کشورهای پیشرفته جهان خواسته شده تا توانائی تکنولوژی خود را در خدمت پیشبرد کشاورزی در کشورهای در حال رشد قرار دهند. اسرائیل به عنوان بانی قطعنامه خود داوطلب شده تا بخشی از تجربیات علمی و فنی خویش را به کشورهای جهان سوم که کشاورزی آنها در سطح عقب مانده‌ای قرار دارد، انتقال دهد.[۴] این قطعنامه با اکثریت قریب به اتفاق آرا کشورهای عضو سازمان ملل متحد تصویب شد.[۵]